# André Schaeffner

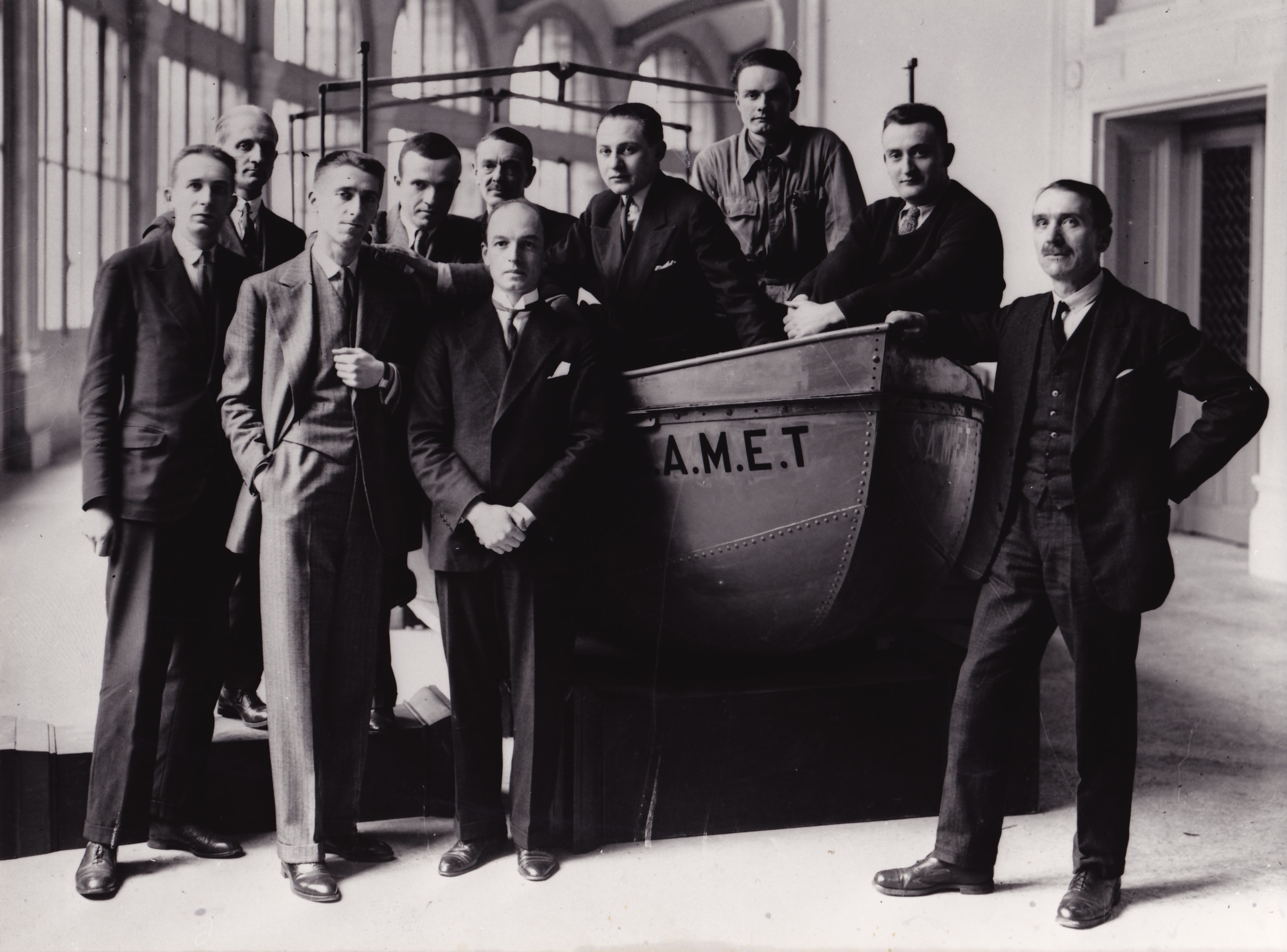
Mitglieder der Mission Dakar-Djibouti des Museums für Ethnografie Trocadéro. Von links nach rechts: André Schaeffner, Jean Mouchet, Georges Henri Rivière, Michel Leiris, Baron Outomsky, Marcel Griaule, Éric Lutten, Jean Moufle, Gaston-Louis Roux, Marcel Larget, 1931

André Schaeffner (geboren 7. Februar 1895 in Paris; gestorben 11. August 1980 in Paris) war ein französischer Musikethnologe.  
André Schaeffner studierte in Paris an der École du Louvre, der École pratique des hautes études (EPHE) sowie an der Musikhochschule Schola Cantorum und arbeitete zunächst als Musikkritiker. Ab 1920 schrieb er für die Musikzeitschrift Le Ménestrel, ab 1922 für die Revue musicale, später auch für die Zeitschriften Contrepoint, Rassegan musicale und das Journal des africanistes. Dabei wendete er sich immer mehr musikethnologischen Themen zu. 
Von 1929 bis 1965 leitete er die von ihm gegründete Abteilung für Musikethnologie am Musée de l’homme. Seine Forschungsreisen führten ihn in den Jahren von 1931 bis 1958 in das westliche Afrika. Er war zunächst Vizepräsident, von 1958 bis 1968 Präsident der französischen Gesellschaft für Musikforschung. Als Herausgeber edierte er u. a. Kammermusik von François Couperin. 
Er war an der französischen Ausgabe des Riemann Musiklexikons beteiligt und entwickelte ein neues Klassifikationssystem für Musikinstrumente, welche sich von der Hornbostel-Sachs-Systematik unterscheidet.
Eine Sammlung seiner Schriften findet sich in der Paul-Sacher-Stiftung in Basel. Schaeffner war mit der Ethnologin und Afrikanistin Denise Paulme verheiratet.

## Schriften (Auswahl)
- Origine des instruments de musique: Introduction à l'histoire de la musique instrumentale, Editions de l'École des Hautes Études en Sciences Sociales, 1995. ISBN 978-2713210112 (zuerst Paris, Payot, 1936)
- Variations sur la musique, Fayard, Paris 1998. ISBN 978-2213600888
- Correspondance avec Pierre Boulez, 1954–1970, Fayard, Paris 1998. ISBN 978-2213600932
- Le sistre et le hochet: musique, théâtre et danses africaines,  Editions Hermann, Paris 1990. ISBN 978-2705661472